# Рижский проспект (Санкт-Петербург)
Ри́жский проспе́кт — проспект в Адмиралтейском районе Санкт-Петербурга. Проходит от Лермонтовского проспекта до реки Екатерингофки. После реки Екатерингофки продолжается Гапсальской улицей.

## История
Название проспект получил 14 июля 1859 года, что связано с названием района Рижское (Лифляндское) предместье в Нарвской части, где улицы именовались по городам и названиям Прибалтийских губерний.
С 6 октября 1923 года до 4 октября 1991 года носил название проспект Огородникова в память об Иване Викентьевиче Огородникове (1881—1923) — активном участнике Октябрьского вооружённого восстания в Петрограде. С 1821 года до 14 июля 1859 года назывался Ново-Измайловским проспектом. До того назывался Измайловским проспектом (1798 год — 1820-е годы) или Фуражной улицей.
Участок от Лермонтовского до Старо-Петергофского проспекта назывался Пещаной улицей (1780—1828), Екатерингофской Пещаной улицей (1780 год — 1800-е годы) и Измайловской улицей (1776—1793).
Встречались и другие названия магистрали и её участков.

## Пересечения
С востока на запад (по увеличению нумерации домов) проспект пересекают следующие улицы:
- Лермонтовский проспект — проспект примыкает к нему;
- Дровяная улица — примыкание;
- Ревельский переулок — примыкание;
- переулок Лодыгина — примыкание;
- Дерптский переулок — пересечение;
- улица Циолковского — пересечение;
- Старо-Петергофский проспект — пересечение;
- Либавский переулок — примыкание;
- улица Степана Разина — пересечение.

## Транспорт
Ближайшая к проспекту станция метро — «Балтийская» (740 м по прямой от начала проспекта) 1-й (Кировско-Выборгской) линии. На расстоянии около 1,2 км по прямой от начала проспекта находится станция «Технологический институт», на расстоянии около 1,3 км по прямой от примыкания Либавского переулка — станция «Нарвская» 1-й линии.
По проспекту проходят автобусные маршруты № 22, 43, 66, 70, 71 и 290.
В 1915—2001 годах на проспекте существовало трамвайное движение.
До 1999 года на проспекте действовало троллейбусное движение.
На расстоянии около 750 м по прямой от начала проспекта находится Балтийский вокзал.

## Примечательные здания и сооружения
- дом 1 (Лермонтовский проспект, дом 43 / набережная реки Фонтанки, дом 142) — гостиница «Азимут Отель» (бывшая «Советская», на углу с Лермонтовским проспектом);
- дом 3, корпус 2, литера В — Санкт-Петербургский архитектурно-строительный колледж[4];
- дом 3, корпус 2, литера В — амбулаторный корпус Елизаветинской клинической больницы;
- дома 7—13 — фабрика «Гознак»;
- дом 8 — бывший Адмиралтейский колледж, совр. детская школа искусств № 19;
- дом 9 — церковь Андрея Критского;
- дом 11 — учебный корпус Гидрометеорологического университета (бывший учебный корпус № 2 Государственной полярной академии);
- дом 16 — комитет по дорожному хозяйству Ленинградской области;
- Дровяной сквер (на углу с Дровяной улицей);
- Дерптский сквер (на углу с Дерптским переулком);
- дом 21 — амбулаторный корпус Елизаветинской клинической больницы, Городской сурдологический центр, Клиническая детская больница имени Пастера — Станция скорой помощи.
- дом 23 (у пересечения с улицей Циолковского) — здесь ранее[когда?] располагался Клоун-мим-театр «Мимигранты»; лит. А — экологическая компания ОАО «ТОИР»[5];
- Между домами 25 и 27 — сад Особняка Кирштена.
- дом № 26, литеры А, Б — включает 4 корпуса и дворовые флигели, формируя квартал между Рижским проспектом, Ревельским переулком, Курляндской улицей и переулком Лодыгина. В доме 24—26 находился Ордена Трудового Красного Знамени институт аналитического приборостроения. В 2022 году здания оказались в центре градостроительного скандала: ещё в 2021-м квартал выкупил холдинг Setl Group[6], заявивший о планах застроить его жильём. Проект редевелопмента разработала ООО «Проектная культура», которая также является автором «реконструкции» дома Басевича[7][8][9]. Хотя квартал входит в границы охранной зоны, где запрещён снос, в Росреестре не оказалось сведений о дате возведения входящих в него зданий. Новый собственник заказал экспертизу, которая признала дореволюционным только трёхэтажный корпус из красного кирпича в переулке Лодыгина. На основании этой экспертизы КГИОП согласовал проект сноса и последующей застройки квартала, по которому сохранены будут только лицевая стена одного корпуса и дом, выходящий на переулок Лодыгина[10]. В числе прочих, снести собираются дом коллежского секретаря Алексея Ивановича Лапина 1840 года постройки, находящийся на углу современных Рижского проспекта и переулка Лодыгина[11]. Как объясняет ВООпИиК, дом Лапина может и не иметь статуса объекта культурного наследия для того, чтобы иметь собственную ценность — как и со многими зданиями, оказавшимися в центре градостроительных скандалов, его важность состоит как минимум в формировании городской среды для рядом стоящих памятников[12]. 29 августа 2022 года Куйбышевский районный суд Петербурга отказался признать дом Лапина исторической постройкой и разрешил снос[13]. При этом здание имеет статус вещественного доказательства в уголовном деле о незаконных сносах исторических домов в Петербурге, которое было возбуждено в мае 2022 года по распоряжению главы Следственного Комитета РФ Александра Бастрыкина[14].
- дом 29 — особняк купца Маркуса Зива, построенный по проекту архитектора Бориса Гиршовича в 1905—1907 годах в стиле северного модерна[15][16]. В годы СССР — Ленинский райком КПСС, Ленинский райком ВЛКСМ. В настоящее время — дом детского творчества «Измайловский»;
- дом 27 — особняк Кирштена;
- дом 40 — ЗАО «Ленпродмаш» (у пересечения с улицей Циолковского);
- дом 76 (ул. Степана Разина, 6) — дом, в котором в 1810-х годах жил декабрист Михаил Сергеевич Лунин.